# Protuberum
Protuberum es un género de traversodóntido cinodonto conocido a partir de una sola especie Protuberum cabralensis, procedente del Triásico Medio de Brasil.
Como todos los géneros de la familia Traversodontidae, Protuberum fue un herbívoro, con un mecanismo masticatorio especializado. Los dos especímenes conocidos fueron descubiertos hace algunos años de sedimentos en la formación Santa Maria en el geoparque de Paleorrota, Rio Grande do Sul, Brasil. El primer espécimen fue recuperaado en 1977 y consta de algunas costillas y vértebras. El segundo espécimen, hallado en 1989, consiste de un esqueleto parcialmente articulado y un cráneo. El nombre del género hace referencia a la gran cantidad de protuberancias sobre las costillas y el iliaco; el nombre específico hace referencia al municipio de Novo Cabrais, donde fue encontrada la especie tipo.